# سایلب
سایلب (به انگلیسی: Scilab) نرم‌افزاری آزاد و متن‌باز برای محاسبات فنی مهندسی می‌باشد که جایگزینی آزاد برای نرم‌افزار متلب به حساب می‌آید. این نرم‌افزار توسط دو مرکز پژوهشی فرانسوی INRIA و ENPC نوشته شده‌است.

## تاریخچه
در اوایل دهه ۸۰ میلادی، پیشرفت‌های علمی و نیازهای صنعتی، چندی از محققان فرانسوی را بر آن داشت تا نرم‌افزاری را برای واپایش خودکار تولید کنند.
با آغاز دههٔ ۹۰ میلادی مؤسسهٔ فرانسوی INRIA (بنیاد ملی تحقیق در علوم رایانه و واپایش فرانسه) نام Scilab را برای نرم‌افزار برگزید و به توسعهٔ آن پرداخت.
در سال ۲۰۰۳ میلادی و با تشکیل Scilab Consortium، این کنسرسیوم به توسعه، ترویج و حمایت از نرم‌افزار (به ویژه حمایت از مراکز دانشگاهی و صنعتی) پرداخت.
از سال ۲۰۰۸ میلادی با متمرکز شدن Scilab Consortium در داخل شبکه تحقیقاتی Digiteo کار توسعه و ارتقای نرم‌افزار به صورت یکپارچه و پایدار تا ژوئن ۲۰۱۲ دنبال شد. همچنین از سال ۲۰۰۸ تاکنون این نرم‌افزار تحت پروانهٔ CeCILL (موافق با پروانه عمومی همگانی گنو) عرضه می‌گردد.
از ژوئیه ۲۰۱۲، Scilab Enterprises تمامی فعالیت‌های مربوط به توسعه و ویرایش نرم‌افزار سایلب را برعهده گرفت.